# UFC 204
UFC 204: Bisping vs. Henderson 2 fue un evento de artes marciales mixtas celebrado por Ultimate Fighting Championship el 8 de octubre de 2016 en el Manchester Arena, en Mánchester.

## Historia
Fue el 4º evento de UFC en la ciudad de Mánchester.
El evento estelar enfrentaba al campeón del peso Wélter de la UFC Michael Bisping con el excampeón de peso wélter y peso medio de Pride además de campeón semipesado de Strikeforce Dan Henderson en un combate con el Campeonato de Peso Medio de UFC en juego. El primer enfrentamiento entre ellos sucedía en julio de 2009 en UFC 100, donde Henderson se llevó la victoria por un knockaut en la segunda ronda.
El evento co-estler enfrentaba a Gegard Mousasi y el brasileño Vitor Belfort